# خطوط طيران أنتونوف

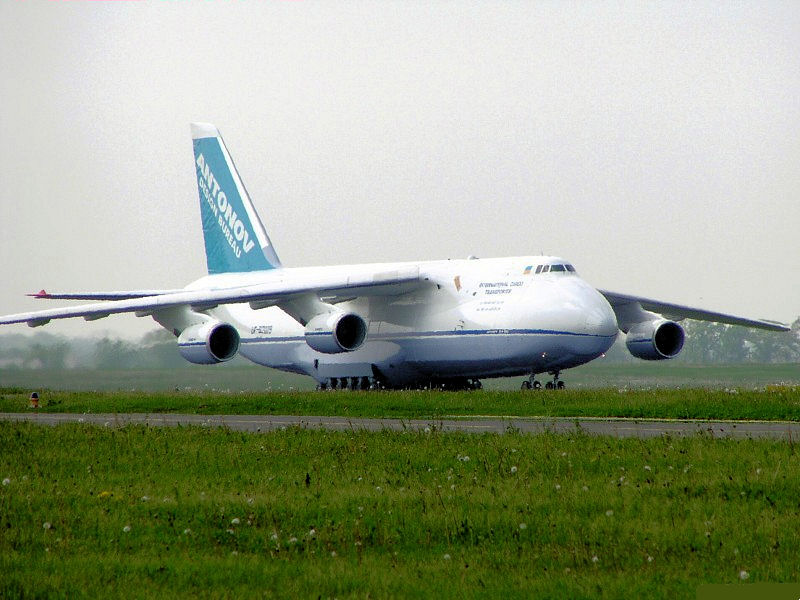
الطائرة أن 124 تابعة لخطوط طيران أنتونوف.

خطوط طيران أنتونوف (بالإنجليزية:Antonov Airlines) هي شركة شحن جوي مقرها كييف، أوكرانيا. فهى تابعة لشركة أنتونوف لصناعة الطائرات. يتركز مجال عملها في نقل الشحن العملاقة حول العالم. مطارها الرئيسى هو مطار جوستوميل بكييف.

## التاريخ
أنشأت خطوط طيران أنتونوف عام 1989. عقدت في بدايتها عقد شراكة مع شركة آير فويل لتسويق الطائرة أن 124 حول العالم.

## الأسطول
يحتوى أسطول طائرات خطوط طيران أنتونوف على الطائرات التالية وذلك حتى أغسطس 2006.
- طائرة واحدة أنتونوف أن-225.
- طائرتان أنتونوف أن-148.
- 3 طائرات أنتونوف أن-140.
- 7 طائرات أن 124.
- طائرة واحدة أنتونوف أن-72.
- طائرة واحدة أنتونوف أن-32.
- طائرة واحدة أنتونوف إيه إن - 28.
- طائرة واحدة أنتونوف أن-26.
- طائرة واحدة أنتونوف إيه إن - 22
- طائرتان أنتونوف إيه إن - 12.

## الوجهات
لخطوط طيران أنتونوف 4 وجهات رئيسية تذهب لها باستمرار وهم :
- كالغاري كندا (بالطائرات أنتونوف 124).
- إسطنبول تركيا.[3]
- أمستردام هولندا .
- لوكسمبورغ .